# Breakin' Outta Hell (album d'Airbourne)
 (juillet 2025).
La mise en forme du texte ne suit pas les recommandations de Wikipédia : il faut le « wikifier ».
Les points d'amélioration suivants sont les cas les plus fréquents :
- Les titres sont pré-formatés par le logiciel. Ils ne sont ni en capitales, ni en gras.
- Le texte ne doit pas être écrit en capitales (les noms de famille non plus), ni en gras, ni en italique, ni en « petit »…
- Le gras n'est utilisé que pour surligner le titre de l'article dans l'introduction, une seule fois.
- L'italique est rarement utilisé : mots en langue étrangère, titres d'œuvres, noms de bateaux, etc.
- Les citations ne sont pas en italique mais en corps de texte normal. Elles sont entourées par des guillemets français : « et ».
- Les listes à puces sont à éviter, des paragraphes rédigés étant largement préférés. Les tableaux sont à réserver à la présentation de données structurées (résultats, etc.).
- Les appels de note de bas de page (petits chiffres en exposant, introduits par l'outil «  Source ») sont à placer entre la fin de phrase et le point final[comme ça].
- Les liens internes (vers d'autres articles de Wikipédia) sont à choisir avec parcimonie. Créez des liens vers des articles approfondissant le sujet. Les termes génériques sans rapport avec le sujet sont à éviter, ainsi que les répétitions de liens vers un même terme.
- Les liens externes sont à placer uniquement dans une section « Liens externes », à la fin de l'article. Ces liens sont à choisir avec parcimonie suivant les règles définies. Si un lien sert de source à l'article, son insertion dans le texte est à faire par les notes de bas de page.
- La présentation des références doit suivre les conventions bibliographiques. Il est recommandé d'utiliser les modèles {{Ouvrage}}, {{Chapitre}}, {{Article}}, {{Lien web}} et/ou {{Bibliographie}}. Le mode d'édition visuel peut mettre en forme automatiquement les références.
- Insérer une infobox (cadre d'informations à droite) n'est pas obligatoire pour parachever la mise en page.

Pour une aide détaillée, merci de consulter Aide:Wikification.
Si vous pensez que ces points ont été résolus, vous pouvez retirer ce bandeau et améliorer la mise en forme d'un autre article.
Albums de Airbourne
Black Dog Barking
(2013) Boneshaker
(2019)
Singles
1. Breakin' Outta Hell
2. Rivalry
3. It's All for Rock 'n' Roll (promo)

Breakin' Outta Hell est le quatrième album studio du groupe de hard rock australien Airbourne, sorti le 23 septembre 2016 via Spinefarm Records. Il a été produit par Bob Marlette.
Il s'agit du dernier album studio du groupe avec son guitariste rythmique de longue date David Roads, qui a quitté le groupe en 2017 pour se concentrer sur son entreprise familiale. Il est remplacé par un ancien guitariste de Palace of the King, Matt "Harri" Harrison.
Deux singles sont sortis pour promouvoir l'album et sont Breakin' Outta Hell et Rivalry. Un promo-single est sorti le 22 avril 2017 pour la chanson It's All for Rock 'n' Roll. Deux vidéos-clip ont été fait pour les trois singles,,, (celui de Rivalry est sorti une semaine avant la sortie de l'album). Le leader du groupe de heavy metal Motörhead Lemmy Kilmister, apparait d'ailleurs dans le vidéo-clip de la chanson It's All for Rock 'n' Roll.

## Réception
Breakin' Outta Hell a reçu des critiques positives de la part des critiques. Sur Metacritic, l'album détient une note de 80/100 sur la base de quatre critiques, indiquant « des critiques généralement favorables ».
L'album a fini à la deuxième place des UK Rock & Metal Albums, et a été classé troisième en Allemagne et en Autriche, quatrième en Suisse, sixième en Écosse, neuvième au Royaume-Uni, treizième en Australie, vingt-et-unième en France, vingt-quatrième en Finlande, vingt-sixième et vingt-neuvième en Belgique, trente-troisième en Nouvelle-Zélande, trente-sixième en Suède, cinquantième en Espagne, cinquante-quatrième au Canada, soixante-et-onzième en Italie et quatre-vingt-seizième au Pays-Bas.

## Liste des titres
Toutes les chansons sont écrites et composées par Joel O'Keeffe, Ryan O'Keeffe et certaines sont co-écrites par Bob Marlette.
| Breakin' Outta Hell | Breakin' Outta Hell           | Breakin' Outta Hell | Breakin' Outta Hell | Breakin' Outta Hell | Breakin' Outta Hell | Breakin' Outta Hell | Breakin' Outta Hell | Breakin' Outta Hell | Breakin' Outta Hell |
| No                  | Titre                         | Durée               |                     |                     |                     |                     |                     |                     |                     |
| ------------------- | ----------------------------- | ------------------- | ------------------- | ------------------- | ------------------- | ------------------- | ------------------- | ------------------- | ------------------- |
| 1.                  | "Breakin' Outta Hell          | 3:52                |                     |                     |                     |                     |                     |                     |                     |
| 2.                  | "Rivalry"                     | 4:03                |                     |                     |                     |                     |                     |                     |                     |
| 3.                  | "Get Back Up"                 | 3:38                |                     |                     |                     |                     |                     |                     |                     |
| 4.                  | "It's Never Too Loud for Me"  | 3:24                |                     |                     |                     |                     |                     |                     |                     |
| 5.                  | "Thin the Blood"              | 3:29                |                     |                     |                     |                     |                     |                     |                     |
| 6.                  | "I'm Going to Hell for This"  | 3:45                |                     |                     |                     |                     |                     |                     |                     |
| 7.                  | "Down on You"                 | 4:19                |                     |                     |                     |                     |                     |                     |                     |
| 8.                  | "Never Been Rocked Like This" | 3:07                |                     |                     |                     |                     |                     |                     |                     |
| 9.                  | "When I Drink I Go Crazy"     | 2:41                |                     |                     |                     |                     |                     |                     |                     |
| 10.                 | "Do Me Like You Do Yourself"  | 3:56                |                     |                     |                     |                     |                     |                     |                     |
| 11.                 | "It's All for Rock 'n' Roll"  | 3:39                |                     |                     |                     |                     |                     |                     |                     |
| 39:56               |                               |                     |                     |                     |                     |                     |                     |                     |                     |

| Deluxe Edition | Deluxe Edition | Deluxe Edition | Deluxe Edition | Deluxe Edition | Deluxe Edition | Deluxe Edition | Deluxe Edition | Deluxe Edition | Deluxe Edition |
| No             | Titre          | Durée          |                |                |                |                |                |                |                |
| -------------- | -------------- | -------------- | -------------- | -------------- | -------------- | -------------- | -------------- | -------------- | -------------- |
| 12.            | "Bombshell"    | 3:28           |                |                |                |                |                |                |                |
| 43:24          |                |                |                |                |                |                |                |                |                |

## Personnel
- Joel O'Keeffe - guitare soliste
- Ryan O'Keeffe - batterie
- Justin Street - guitare basse
- David Roads - guitare rythmique

## Charts
| Chart (2016)                                | Position maximale |
| ------------------------------------------- | ----------------- |
| Albums australiens (ARIA)                   | 13                |
| Albums autrichiens (Ö3 Austria)             | 3                 |
| Albums belges (Ultratop Flanders)           | 29                |
| Albums belges (Ultratop Wallonia)           | 26                |
| Albums canadiens (Billboard)                | 54                |
| Albums néerlandais (Album Top 100)          | 96                |
| Albums finlandais (Suomen virallinen lista) | 24                |
| Albums français (SNEP)                      | 21                |
| Albums allemands(Offizielle Top 100)        | 3                 |
| Albums italiens (FIMI)                      | 71                |
| Albums néo-zélandais (RMNZ)                 | 33                |
| Albums écossais (OCC)                       | 6                 |
| Albums espagnoles (PROMUSICAE)              | 50                |
| Albums suédois (Sverigetopplistan)          | 36                |
| Albums suisses (Schweizer Hitparade)        | 4                 |
| Albums britanniques (OCC)                   | 9                 |
| UK Rock & Metal Albums (OCC)                | 2                 |

## Utilisation dans les médias
La chanson "It's All for Rock N' Roll" a été utilisée pour les bandes-annonces E3 du jeu vidéo Mario + Lapins Crétins Kingdom Battle. Dans l'épisode 3 de la quatrième saison de l'émission Cobra Kai, la chanson "Breakin' Outta Hell" a été utilisée lors d'un montage d'entraînement et lorsque Daniel LaRusso s'est battu avec des joueurs de hockey. "Thunderstruck" d'AC/DC était initialement censé être utilisé, mais a été remplacé en raison de contraintes budgétaires.